# Pargasit
Pargasit là một khoáng vật silicat phức tạp thuộc nhóm amphibol, có công thức hóa học NaCa2(Mg,Fe2+)4Al(Si6Al2)O22(OH)2.
Nó được mô tả đầu tiên từ một mẫu ở Pargas, Phần Lan năm 1814 và được đặt tên theo địa phương này.

## Phân bố
Nó có mặt trong các đá biến chất khu vực nhiệt độ cao và trong đá skarn trong đới biến chất tiếp xúc quanh khối mácma. Nó cũng có mặt trong đá phun trào andesit và đá siêu mafic bị biến đổi.
Pargasit là loại chứa nước chính trong phần trên cùng của manti, tuy nhiên nó trở nên không ổn định ở độ sâu lớn hơn 90 km. Đây là một hệ quả quan trọng trong việc trữ nước và nhiệt độ hóa rắn của lherzolit của manti trên.

## Tham khảo

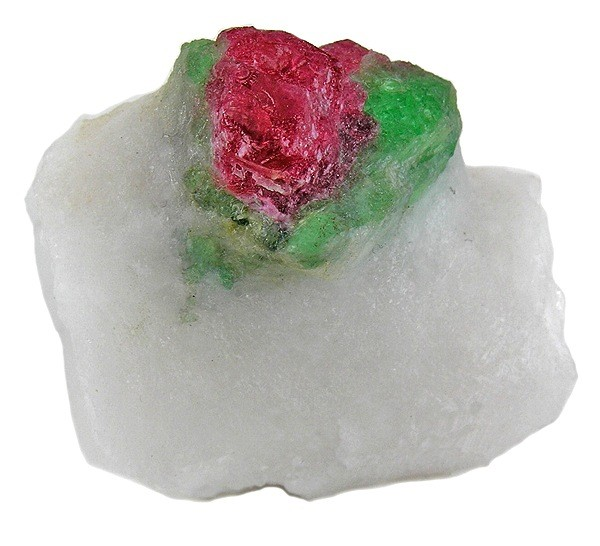
Spinel (đỏ) và Pargasit trên đá hoa ở Lục Yên, Việt Nam. Kích thước mẫu: 4,5 x 3,5 x 3,5 cm.